# Hypocalymma puniceum
Hypocalymma puniceum är en myrtenväxtart som beskrevs av Charles Austin Gardner. Hypocalymma puniceum ingår i släktet Hypocalymma och familjen myrtenväxter. Inga underarter finns listade i Catalogue of Life.